# たたかうお嫁さま
『たたかうお嫁さま』はけらえいこの漫画作品（エッセイコミック）、およびそれを原作とし、日本テレビ系列で1995年10月18日から同年12月13日まで毎週水曜22:00 - 22:54（JST）に放送されたテレビドラマである。
原作漫画は、いわゆる『セキララシリーズ』の一作品となっている。リクルート発行「とらばーゆ東海版」に連載され、後にメディアファクトリーより単行本化された。
ドラマ版はエッセイコミックを原作として製作されてはいるが、フィクションである。

## 書誌情報
- メディアファクトリーより1992年10月発行
ISBN 488991269X (ISBN 978-4889912692)

- ＜新装版＞メディアファクトリーより2006年12月発行
ISBN 4840117586 (ISBN 978-4840117586)

## テレビドラマ

### 概要
松本明子の連続ドラマ単独初主演作である。オープニングでは、実際に結婚式を挙げている途中の様々なカップルをモノクロで撮影した写真を用いて、その周囲を星屑のCGが飛び交うという映像が使用された。キャッチコピーは、「女優、松本明子、結婚。」。本作の好評を受け、1996年4月3日の21:00 - 22:54に『たたかうお嫁さま 新婚スペシャル』が、1996年12月19日の21:30 - 23:24に『たたかうお嫁さま 出産スペシャル』の2作の続編スペシャルが放送された。
2023年2月現在、映像ソフト化はなされていない。

### キャスト
- 安田敦子〈27〉：松本明子

本作のヒロイン。猪突猛進タイプ。俊平と交際中だが、生理が来ていない事に気が付いて妊娠したと思い焦る。
- 岡村俊平〈27〉：保阪尚輝

敦子の婚約者。陶器会社に勤務。優柔不断な性格、敦子の家に挨拶に行く前に正一と出会っているが、（この時は敦子の父とは知らなかった）親切心から彼をシルバーシートに座らせようとするが「まだそんな歳じゃない」と言われるという最悪な出会いをしている。
- 松浦美樹〈31〉：高木美保

子育てに忙しく、最近は所帯持ちの苦労を感じている。
- 武藤朋子〈29〉：野村真美

最近ブライダル産業の仕事に転職。結婚願望は人一倍強い。
- 佐倉由美子〈19〉：宝生舞

大学生。敦子の弟・邦夫の恋人。結婚への憧れが強い。
- 安田邦夫：村上淳

敦子の弟。
- 岡村洋子：赤座美代子
- 松浦慎也〈38〉：布施博

エリートビジネスマン。俊平の大学の先輩。
- 安田正一〈59〉：橋爪功

敦子の父。大手メーカーの部長で、定年間近。娘の結婚には反対俊平にシルバーシートに座るよう勧められ「まだそんな歳じゃない」と憤慨してしまうという最悪な出会いをしている（この時は俊平が敦子の交際相手である事を知らなかった）。そして娘と俊平の結婚には最初反対している。
- 勝部演之

（出典：）

### 主題歌
- 「輪舞曲」松任谷由実

### スタッフ
- 原案：けらえいこ
- 脚本：寺田敏雄 （全話）
- 音楽：崎谷健次郎
- プロデュース：田中芳樹
- 演出：雨宮望、佐藤東弥、唐木昭浩
- 美術デザイン：門奈昌彦、高野雅裕

### サブタイトル
| 各話  | 放送日          | サブタイトル                          | 演出     |
| ----- | --------------- | ------------------------------------- | -------- |
| 第1話 | 1995年 10月18日 | …生理がない                           | 雨宮望   |
| 第2話 | 10月25日        | 娘は絶対にやらん                      | 雨宮望   |
| 第3話 | 11月1日         | ご両家のプライド                      | 雨宮望   |
| 第4話 | 11月8日         | 神社より教会                          | 佐藤東弥 |
| 第5話 | 11月15日        | 私より似合いの女                      | 佐藤東弥 |
| 第6話 | 11月22日        | 婚約指輪の誤算                        | 唐木昭浩 |
| 第7話 | 11月29日        | 結婚資金がない！                      | 雨宮望   |
| 第8話 | 12月6日         | それって婚約解消                      | 雨宮望   |
| 第9話 | 12月13日        | ありがとうお父さん 花嫁が挑む最終関門 | 雨宮望   |

## 関連作品
- 『MY GRAFFITI』 - 『たたかうお嫁さま』オリジナル・サウンドトラック。崎谷健次郎1st.インストゥルメンタル・アルバム。